# اورنيلوس دي إريسما
اورنيلوس دي إريسما (بالإسبانية: Hornillos de Eresma)‏ هي بلدية تقع في مقاطعة بلد الوليد، قشتالة وليون بإسبانيا. وفقًا لتعداد عام 2004 (المعهد الوطني للإحصائيات)، يبلغ عدد سكان البلدية 193 نسمة.